# Orthotylus brunneus
Orthotylus brunneus är en insektsart som beskrevs av Van Duzee 1916. Orthotylus brunneus ingår i släktet Orthotylus och familjen ängsskinnbaggar. Inga underarter finns listade i Catalogue of Life.